# Claoxylon vitiense
Claoxylon vitiense är en törelväxtart som beskrevs av John Wynn Gillespie. Claoxylon vitiense ingår i släktet Claoxylon och familjen törelväxter.
Artens utbredningsområde är Fiji. Inga underarter finns listade i Catalogue of Life.